# 岸部村
岸部村（きしべむら）は、大阪府三島郡に属した村。現在の吹田市の南東端、岸部各町（岸部北、岸部中、岸部新町、岸部南）、芝田町とその周辺にあたる。

## 地理
- 河川：安威川

## 歴史
- 1889年（明治22年）4月1日 - 町村制の施行により、島下郡小路村・七尾村・吉志部（きしべ）村・東村・南村の区域をもって発足。
- 1896年（明治29年）4月1日 - 所属郡が三島郡に変更。
- 1940年（昭和15年）4月1日 - 吹田町・千里村・豊能郡豊津村と合併して吹田市が発足。同日岸部村廃止。

## 交通

### 鉄道路線
- 新京阪鉄道→京阪神急行電鉄（現・阪急電鉄）
  - 新京阪線→京都本線
    - 正雀駅（味舌村とまたがる）

上記のほか村域を鉄道省の東海道本線が通過したが、駅は所在しなかった。現在は岸辺駅が所在。

### 道路
旧村域に名神高速道路の吹田サービスエリアが所在するが、当時は未開通。